# Yauheni Tsikhantsou
Yauheni Paulavich Tsikhantsou (em bielorrusso:  Яўгені Паўлавіч Ціханцоў; Gomel, 4 de novembro de 1998) é um halterofilista bielorrusso, medalhista olímpico.

## Carreira
Em 2018, ele competiu como júnior no Campeonato Mundial de Halterofilismo de 2018 na recém-criada divisão de 96 kg. Ele ganhou uma medalha de bronze na parte de arranque com um levantamento recorde mundial júnior de 180 kg. Em 2019, ele competiu no Campeonato Europeu de Halterofilismo de 2019 na categoria 96 kg. Ele fez todos os seis levantamentos em um dia perfeito, ganhando medalhas de ouro no arranque, arremesso e total, estabelecendo recordes europeus no arremesso e total. Seu total de 400 kg foi 22 kg acima da marca do medalhista de prata.
Em agosto de 2021, Tsikhantsou fez sua estreia olímpica representando Belarus no evento masculino de 96 kg realizado em Tóquio, Japão. Ele levantou 173 kg no arranque, ficando em sexto, mas não fez uma tentativa bem-sucedida no arremesso.
Em agosto de 2024, Tsikhantsou competiu como Atleta Neutro Individual no evento masculino de 102 kg nas Olimpíadas de Verão de 2024, realizadas em Paris, França. Ele levantou 183 kg no arranco e ficou em quarto lugar, mas conseguiu superar o armênio Garik Karapetyan na luta pela medalha de bronze com um levantamento total de 402 kg.